# Mission interministérielle de lutte contre les drogues et les conduites addictives
La Mission interministérielle de lutte contre les drogues et les conduites addictives, anciennement Mission interministérielle de lutte contre la drogue et la toxicomanie, longtemps connue sous l'acronyme MILDT, et depuis 2014 MILDECA, est un organisme français placé sous l'autorité du Premier ministre qui anime et coordonne les actions de l'État en matière de lutte contre les drogues et les toxicomanies, en particulier dans les domaines de l’observation et de la prévention de la toxicomanie, de l'accueil, des soins et de la réinsertion des toxicomanes, de la formation des personnes intervenant dans la lutte contre la drogue et la toxicomanie, de la recherche, de l'information, et de la lutte contre le trafic.

## Organisation
Dirigée par un président, Nicolas Prisse (depuis 2017), assisté d’une déléguée, la MILDECA dispose pour son fonctionnement de personnels issus des différents départements ministériels.
Depuis sa création la Mission a été présidée par Nicole Maestracci (1998-2002), par le Dr Didier Jayle (2002-2007), par Étienne Apaire (2007-2012) et, de 2012 à 2017, après une vacance de quelques mois,, par Danièle Jourdain-Menninger.
La nomination, très « sociale »[pas clair], de Danièle Jourdain-Menninger, un moment mise en balance avec celle, plus « sécuritaire »[pas clair], de Frédéric Péchenard, alors Directeur de la Police nationale, pourrait correspondre à une inflexion dans l'action de l'institution.

## Missions
Placée sous l'autorité du Premier ministre, la MILDECA prépare les plans gouvernementaux de lutte contre les drogues et veille à leur application.
Au niveau international et dans le cadre de l’Union Européenne, la MILDECA coordonne, avec le cabinet du Premier ministre, le Secrétariat général des affaires européennes et le ministère chargé des Affaires étrangères, les positions françaises au sein des instances internationales chargées des questions de lutte contre les drogues et les toxicomanies.
Dans les départements, la MILDECA anime et soutient les efforts des partenaires publics dans tous les domaines de la lutte contre les drogues et les toxicomanies. En concertation avec ces acteurs, elle impulse et accompagne des expériences innovantes. Pour ce faire, la MILDECA dispose d’un réseau territorial de chefs de projets nommés au sein du corps préfectoral, dont certains peuvent recourir, si besoin est, à l’expertise de centres de ressources régionaux.
La MILDECA assure également le financement de deux groupements d'intérêt public : 
- l'Observatoire français des drogues et des toxicomanies (OFDT)
- le Centre interministériel de formation anti-drogue (Cifad)

## Priorités
Le 17 octobre 2012, le Premier ministre a adressé à la présidente de la MILDT la lettre de mission qui fixe les priorités du plan 2013-2015. Cette lettre rappelle la vocation de la MILDECA et définit également les grandes orientations qui devront guider son action.  
1. Privilégier une conception élargie de la prévention s’inscrivant dans une éducation citoyenne et scientifique et intégrant une sensibilisation à l’ensemble des risques dont les influences comportementales liées à Internet et aux réseaux sociaux, notamment chez les jeunes.
2. Mener une politique volontariste intégrant l’alcool, les médicaments psychotropes et les stupéfiants, tout en prenant en compte la polyconsommation, la pratique du dopage et les addictions sans substance.
3. En matière de lutte contre le trafic, veiller à une coordination renforcée des actions des ministères régaliens afin de susciter des réponses à la hauteur des enjeux.
4. Veiller à ce que le fonds de concours géré par la MILDECA[10] fournisse les moyens de mener des actions efficaces pour la lutte contre le trafic et à des actions de prévention qu’il conviendra de développer.
5. Aider à promouvoir le développement de la recherche multidisciplinaire, médicale et en sciences humaines et sociales au sein des établissements et organismes de recherche, afin de renforcer son rôle d’expertise.
6. Au niveau international, contribuer, avec les ministères concernés, à l’élaboration de la position française en matière de lutte contre les drogues dans les instances internationales et à promouvoir une approche globale et intégrée.
7. Être une force de proposition quant aux évolutions juridiques nécessaires à l’efficacité de la lutte contre la drogue et les conduites addictives.

## Campagne «savoir plus, risquer moins»

Logo de la MILDT jusqu'en 2014

Créée en 1999, la collection de livrets Drogues : savoir plus, risquer moins est réalisée sous la responsabilité éditoriale de la MILDECA en collaboration avec le Comité français d'éducation pour la santé (CFES). De nombreux experts sont sollicités afin de valider l'ensemble des contenus scientifiques qui y sont proposés. Un des principaux reproches fait à cette collection est qu'elle se centre sur les substances et néglige leur usage.
L'ouvrage Drogues et dépendances, le livre d'information n'apparaît plus dans la collection, mais son contenu reste consultable au format PDF sur ce site, et est disponible gratuitement sur simple demande auprès de Drogues info service.

## Critique
En 2008, Gilles Sainati, membre du Syndicat de la magistrature, critique vivement la MILDT qui selon lui « empêcherait l'émergence d'un véritable débat et le retour des expériences innovantes de terrain ».